# Matilla la Seca
Matilla la Seca település Spanyolországban,  Zamora tartományban. Matilla la Seca Toro, Villalube, Pozoantiguo és Fuentesecas községekkel határos. Lakosainak száma 36 fő (2024).

## Népesség
A település népessége az utóbbi években az alábbiak szerint változott:
| Lakosok száma | 72   | 64   | 58   | 63   | 56   | 52   | 42   | 42   | 36   | 36   |
|               | 2001 | 2004 | 2007 | 2009 | 2012 | 2014 | 2017 | 2019 | 2022 | 2024 |